# Championnat du Royaume-Uni de hockey sur glace
L’Elite Ice Hockey League (en français : la ligue élite de hockey sur glace, aussi appelée Rapid Solicitors Elite League pour des raisons de commanditaire) est un championnat professionnel de hockey sur glace au Royaume-Uni.
Le format actuel du championnat a été créé en 2003 après la disparition de la Ice Hockey Superleague, elle représente le plus haut niveau de hockey joué au Royaume-Uni.
La ligue est composée de dix équipes qui représentent les quatre nations du Royaume-Uni (Angleterre, Écosse, Irlande du Nord et Pays de Galles), la seule ligue, tous sports confondus, à en faire autant.

## Format

### Organisation actuelle
La ligue regroupe quatre compétitions distinctes : la saison régulière, les séries éliminatoires (play-offs), la Challenge Cup et la Knockout Cup.
La saison régulière est disputée par dix équipes. Elles reçoivent trois fois chaque autre équipe chez qui elles jouent également trois fois, ce qui représente un total de 54 matches par équipe. Une victoire donne 2 points, une défaite en prolongations ou en tirs de fusillade donne un point et une défaite lors du temps réglementaire ne donne aucun point. La prolongation est jouée à 4 contre 4 et se termine avec la règle de la mort subite. Si à la fin de la prolongation aucune équipe n'a marqué, on procède alors à des tirs de fusillade pour départager les adversaires. L'équipe ayant marqué le plus de points lors de ces 54 matches est déclarée championne de la saison.
À l'issue de la saison régulière, les meilleures équipes s'affrontent dans des séries éliminatoires. Les huit meilleures équipes de la saison régulière sont qualifiées pour y participer. Le premier du classement final affronte le huitième, le deuxième rencontre le septième, le troisième joue contre le sixième et le quatrième contre le cinquième en matchs aller-retour. Les vainqueurs sont qualifiés pour les demi-finales. Celles-ci, ainsi que la finale, sont jouées sur un seul match lors d'un même et unique week-end.
La Challenge Cup rassemble les dix équipes en deux groupes. Chaque équipe joue deux matchs à domicile et deux chez l'adversaire. Les deux meilleures équipes de chaque groupe sont qualifiées pour les demi-finales : le vainqueur du groupe A rencontre le deuxième du groupe B et inversement. Les demi-finales se jouent en matchs aller-retour.
La Knockout Cup, créée en 2005, est un tournoi à élimination directe.

### Équipes
| Club                | Création | Ville                         | Patinoire             | Capacité | Nation          | Première saison |
| ------------------- | -------- | ----------------------------- | --------------------- | -------- | --------------- | --------------- |
| Dundee Stars        | 2000     | Dundee                        | Dundee Ice Arena      | 2 300    | Écosse          | 2010            |
| Fife Flyers         | 1938     | Kirkcaldy, Fife               | Fife Ice Arena        | 3 280    | Écosse          | 2011            |
| Glasgow Clan        | 2010     | Glasgow                       | Braehead Arena        | 4 000    | Écosse          | 2010            |
| Coventry Blaze      | 2001     | Coventry, Midlands de l'Ouest | SkyDome Arena         | 2 600    | Angleterre      | 2003            |
| Guildford Flames    | 1992     | Guildford, Surrey             | Guildford Spectrum    | 2 000    | Angleterre      | 2017            |
| Manchester Storm    | 2015     | Altrincham, Grand Manchester  | Silverblades Ice Rink | 2 500    | Angleterre      | 2015            |
| Belfast Giants      | 2000     | Belfast, Antrim               | Odyssey SSE Arena     | 6 600    | Irlande du Nord | 2003            |
| Cardiff Devils      | 1986     | Cardiff, South Glamorgan      | Cardiff Bay Ice Rink  | 2 500    | Pays de Galles  | 2003            |
| Nottingham Panthers | 1946     | Nottingham, Nottinghamshire   | National Ice Centre   | 6 900    | Angleterre      | 2003            |
| Sheffield Steelers  | 1991     | Sheffield, Yorkshire du Sud   | Hallam FM Arena       | 8 500    | Angleterre      | 2003            |

## Anciennes équipes (depuis 2004)
| Club                    | Création | Ville                                  | Patinoire                            | Capacité     | Nation     | Années    |
| ----------------------- | -------- | -------------------------------------- | ------------------------------------ | ------------ | ---------- | --------- |
| Basingstoke Bison       | 1988     | Basingstoke, Hampshire                 | Planet Ice Silverdome Arena          | 1 800        | Angleterre | 2003-2009 |
| Édimbourg Capitals      | 1998     | Édimbourg                              | Murrayfield Ice Rink                 | 3 800        | Écosse     | 2005-2018 |
| Hull Stingrays          | 2003     | Kingston-upon-Hull, Yorkshire de l'Est | Hull Ice Arena                       | 2 000        | Angleterre | 2006-2015 |
| London Racers           | 2003     | Londres, Grand Londres                 | Lee Valley Ice Centre                | 1 200        | Angleterre | 2003-2005 |
| Manchester Phoenix      | 2003     | Manchester, Grand Manchester           | Manchester Arena Altrincham Ice Dome | 17 500 2 500 | Angleterre | 2003-2009 |
| Milton Keynes Lightning | 2002     | Milton Keynes                          | Planet Ice Arena Milton Keynes       | 1 800 3 200  | Angleterre | 2017-2019 |
| Newcastle Vipers        | 2002     | Newcastle, Tyne and Wear               | Newcastle Arena Whitley Bay Ice Rink | 5 500 3 200  | Angleterre | 2005-2011 |

## Histoire

### Le championnat avant l'EIHL
À l'issue de la saison 1929-1930, une compétition se tient, regroupant les équipes anglaises avec le champion d'Ecosse en titre. Il faut ensuite attendre l'année 1954 pour retrouver un championnat de hockey sur glace au Royaume-Uni, la British National League (littéralement la Ligue Nationale Britannique) qui s'est tenue jusqu'en 1960 et qui est issue de la fusion des championnats anglais et écossais. En raison de l'arrêt du professionnalisme en 1960, aucune compétition se tient durant deux ans, puis des championnats régionaux sont créés : la Ligue du Nord en 1966 et la Ligue du Sud en 1970. En 1982, une nouvelle réunification des championnats mène à la formation de la British Hockey League, qui devient la Ice Hockey Superleague en 1996, qui devient l’Elite Ice Hockey League en 2003.

## Palmarès

### 1929-1930
- 1930 : London Lions (ice hockey) (en)[1]

### 1955-1960
- 1955 : Harringay Racers
- 1956 : Nottingham Panthers
- 1957 : Wembley Lions
- 1958 : Brighton Tigers
- 1959 : Paisley Pirates
- 1960 : Streatham Redskins

### 1982-1996
- 1983 - Dundee Rockets (Section A), Durham Wasps (Section B), Altricham Aces (Section C)
- 1984 - Dundee Rockets
- 1985 - Durham Wasps
- 1986 - Durham Wasps
- 1987 - Murrayfield Racers
- 1988 - Murrayfield Racers
- 1989 - Durham Wasps
- 1990 - Cardiff Devils
- 1991 - Durham Wasps
- 1992 - Durham Wasps
- 1993 - Cardiff Devils
- 1994 - Cardiff Devils
- 1995 - Sheffield Steelers
- 1996 - Sheffield Steelers

### 1997-2003
- 1997 : Cardiff Devils
- 1998 : Ayr Scottish Eagles
- 1999 : Manchester Storm
- 2000 : Bracknell Bees
- 2001 : Sheffield Steelers
- 2002 : Belfast Giants
- 2003 : Sheffield Steelers

### Depuis 2004
| Saison    |                     | Saison régulière    | Saison régulière              |                               | Séries éliminatoires       | Séries éliminatoires       |  | Challenge Cup | Challenge Cup |
| Saison    | Champion            | Deuxième            | Vainqueur                     | Finaliste                     | Vainqueur                  | Finaliste                  |  |               |               |
| 2003-2004 | Sheffield Steelers  | Nottingham Panthers | Sheffield Steelers            | Nottingham Panthers           | Nottingham Panthers        | Sheffield Steelers         |  |               |               |
| 2004-2005 | Coventry Blaze      | Belfast Giants      | Coventry Blaze                | Nottingham Panthers           | Coventry Blaze             | Cardiff Devils             |  |               |               |
| 2005-2006 | Belfast Giants      | Newcastle Vipers    | Newcastle Vipers              | Sheffield Steelers            | Cardiff Devils             | Coventry Blaze             |  |               |               |
| 2006-2007 | Coventry Blaze      | Belfast Giants      | Nottingham Panthers           | Cardiff Devils                | Coventry Blaze             | Sheffield Steelers         |  |               |               |
| 2007-2008 | Coventry Blaze      | Sheffield Steelers  | Sheffield Steelers            | Coventry Blaze                | Nottingham Panthers        | Sheffield Steelers         |  |               |               |
| 2008-2009 | Sheffield Steelers  | Coventry Blaze      | Sheffield Steelers            | Nottingham Panthers           | Belfast Giants             | Manchester Phoenix         |  |               |               |
| 2009-2010 | Coventry Blaze      | Belfast Giants      | Belfast Giants                | Cardiff Devils                | Nottingham Panthers        | Cardiff Devils             |  |               |               |
| 2010-2011 | Sheffield Steelers  | Cardiff Devils      | Nottingham Panthers           | Cardiff Devils                | Nottingham Panthers        | Belfast Giants             |  |               |               |
| 2011-2012 | Belfast Giants      | Sheffield Steelers  | Nottingham Panthers           | Cardiff Devils                | Nottingham Panthers        | Belfast Giants             |  |               |               |
| 2012-2013 | Nottingham Panthers | Belfast Giants      | Nottingham Panthers           | Belfast Giants                | Nottingham Panthers        | Sheffield Steelers         |  |               |               |
| 2013-2014 | Belfast Giants      | Sheffield Steelers  | Sheffield Steelers            | Belfast Giants                | Nottingham Panthers        | Belfast Giants             |  |               |               |
| 2014-2015 | Sheffield Steelers  | Braehead Clan       | Coventry Blaze                | Sheffield Steelers            | Cardiff Devils             | Sheffield Steelers         |  |               |               |
| 2015-2016 | Sheffield Steelers  | Cardiff Devils      | Nottingham Panthers           | Coventry Blaze                | Nottingham Panthers        | Cardiff Devils             |  |               |               |
| 2016-2017 | Cardiff Devils      | Belfast Giants      | Sheffield Steelers            | Cardiff Devils                | Cardiff Devils             | Sheffield Steelers         |  |               |               |
| 2017-2018 | Cardiff Devils      | Manchester Storm    | Cardiff Devils                | Sheffield Steelers            | Belfast Giants             | Cardiff Devils             |  |               |               |
| 2018-2019 | Belfast Giants      | Cardiff Devils      | Cardiff Devils                | Belfast Giants                | Belfast Giants             | Guildford Flames           |  |               |               |
| 2019-2020 | Cardiff Devils      | Sheffield Steelers  | Séries éliminatoires annulées | Séries éliminatoires annulées | Sheffield Steelers         | Cardiff Devils             |  |               |               |
| 2020-2021 | Sheffield Steelers  | Coventry Blaze      | Séries éliminatoires annulées | Séries éliminatoires annulées | Challenge Cup non disputée | Challenge Cup non disputée |  |               |               |
| 2021-2022 | Belfast Giants      | Sheffield Steelers  | Cardiff Devils                | Belfast Giants                | Belfast Giants             | Cardiff Devils             |  |               |               |
| 2022-2023 | Belfast Giants      | Guildford Flames    | Belfast Giants                | Cardiff Devils                | Belfast Giants             | Cardiff Devils             |  |               |               |
| 2023-2024 | Sheffield Steelers  | Cardiff Devils      | Sheffield Steelers            | Belfast Giants                | Sheffield Steelers         | Guildford Flames           |  |               |               |
| 2024-2025 | Belfast Giants      | Sheffield Steelers  | Nottingham Panthers           | Cardiff Devils                | Belfast Giants             | Cardiff Devils             |  |               |               |

### Compétitions défuntes de l'EIHL
| Saison    |                    | Knockout Cup       | Knockout Cup       |                     | 20-20 Cup | 20-20 Cup |
| Saison    | Vainqueur          | Finaliste          | Vainqueur          | Finaliste           |           |           |
| 2005-2006 | Sheffield Steelers | Coventry Blaze     |                    |                     |           |           |
| 2006-2007 | Cardiff Devils     | Coventry Blaze     |                    |                     |           |           |
| 2007-2008 | Coventry Blaze     | Basingstoke Bison  |                    |                     |           |           |
| 2008-2009 | Belfast Giants     | Manchester Phoenix |                    |                     |           |           |
| 2009-2010 |                    |                    | Sheffield Steelers | Coventry Blaze      |           |           |
| 2010-2011 |                    |                    | Braehead Clan      | Nottingham Panthers |           |           |

## Joueurs
Les équipes de la EIHL dépendent énormément de joueurs venant de l'extérieur du Royaume-Uni. La majorité des joueurs viennent d'Amérique du Nord et ont typiquement joué dans des ligues mineures nord-américaines telles que la LAH ou l'ECHL avant de venir jouer au Royaume-Uni. Par exemple, en 2005-2006, l'équipe championne des Belfast Giants possédait dix canadiens, huit britanniques et trois américains. La ligue limite le nombre de joueurs étrangers pouvant être en uniforme pour la même partie, la limite actuelle est de dix. La rotation des joueurs est haute, avec une large quantité de joueurs qui ne jouent qu'une seule saison avec l'équipe avant de la quitter, les contrats de plusieurs saisons sont rares.
Dans cette ligue dominée par des joueurs nord-américains, le style de jeu ressemble à celui joué en Amérique du Nord et possède un style plus physique que ce qui est joué dans les autres championnats européens. Il a été démontré que durant le Lock-out de 2004-2005 de la Ligue nationale de hockey, nombre de joueurs de la LNH qui ont rejoint la EIHL étaient plus connus pour leurs compétences physiques que pour leur maniement de rondelle.
Même si les joueurs britanniques forment une minorité dans la ligue, elle fournit la plupart des joueurs de l'équipe nationale. Vingt des vingt-deux joueurs de l'équipe pour les championnats du monde de 2008 ont joué dans la EIHL la saison précédente.